# プリンス・イン・ヘル
『プリンス・イン・ヘル』（独: Prinz in Hölleland, 英: Prince In Hell）は、1993年に製作されたドイツの映画。ミハエル・シュトック監督。
1994年に第3回東京国際レズビアン&ゲイ映画祭にて上映された。

## キャスト
- フィルレファンツ：ヴォルフラム・ハーク
- ステファン：ステファン・ラールマン
- ヨッケル：ミハエル・シュトック
- ミーヒャ：アンドレアス・シュタードラー
- ザーシャ：ニルス・レーヴケ・シュミット
- インゴルフ：ハリー・ベア